# Pitcairn
Pitcairn je najveći otok u Pitcairnovom Otočju. Otok Pitcairn okružen je liticama visokim 200 do 300 metara, a jedino naselje na njemu je Adamstown.

## Povijest
Nakon pobune na brodu Bounty, pobunjenici su se naselili na otoku Pitcairn pod vodstvom Fletchera Christiana, nakon što su sa sobom poveli grupu domorodaca s Tahitija (muškarci: Taroamiva, Uhuu, Minarii, Teimua, Niau i Tararo; i žene Mauatua (Maimiti, engleski nazvana Isabella; pratilja i žena Fletchera Christiana, Teraura (pratilja Edwarda Younga), Tevarua (pratilja Matthewa Quintala), Teio (pratilja Williama McCoya), Tehuteatuaonoa (pratilja Isaaca Martina), Toowhaiti (u pratnji s Tararo), Vahineatua (pratilja Johna Millsa), Fahoutu (pratilja Johna Williamsa), Tetuahitea (pratilja Williama Browna), Mareva (u pratnji s Manarii, Teimua, i Niau), Tinafoonia (u pratnji s Titahiti i Oha), Obuarei (pratilja Johna Adamsa) i beba Sarah). 
Od pobunjenika koji su 23. siječnja 1790. došli na Pitcairn bili su Fletcher Christian, Edward Young, John Mills, William Brown, Isaac Martin, William McCoy, Matthew Quintal, John Williams i John Adams (poznat i kao Alexander Smith). Prema Johnu Adamsu nazvan je i današnji glavni grad Adamstown. Njihovi potomci i danas žive na Pitcairnu.

## Galerija
- Otok Pitcairn, otkriven 1767. (engleski pomorac Carteret)